# Khil Raj Regmi

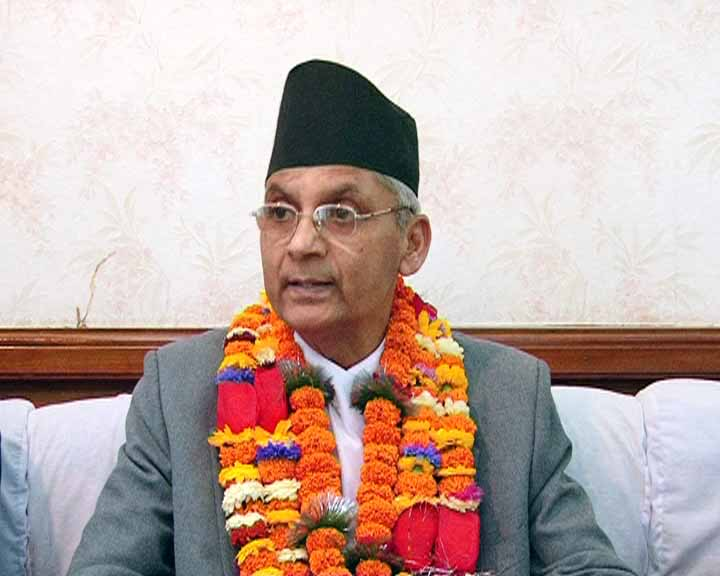
Khil Raj Regmi

Khil Raj Regmi (Nepali खिलराज रेग्मी; * 31. Mai 1949 in Palpa) ist ein Politiker aus Nepal und vom 14. März 2013 bis 11. Februar 2014 interimistischer Premierminister seines Landes.
Khil Raj Regmi studierte Rechtswissenschaft und arbeitete als Richter. 2011 wurde er Vorsitzender des Obersten Gerichtshofs. Am 14. März 2013 wurde er als Premierminister einer Übergangsregierung vereidigt und übernahm auch die Funktionen des Finanz- und Verteidigungsministers.